# Liste der Bischöfe von Veroli
Die folgenden Personen waren Bischöfe von Veroli (Italien):
- Heiliger Mauro 40
- Martin um 743
- Arnaldo 853
- Ildebrando 861–871
- Johannes I. 959
- Sergio 1024
- Gerardo 1036
- Benedikt I. 1049
- Placido 1057
- Johannes II. 1066
- Onesto 1070
- Albert 1074
- Agostino 1106
- Leto I. 1111
- Stefan 1134
- Leone 1140
- Framondo 1160
- Ambrogio 1181
- Roberto 1188
- Oddone 1190
- Leto II. 1212
- Giovanni III. 1224
- Giovanni IV. 1252
- Giovanni V. Gioffredi 1253
- Andrea 1259
- Gregorio 1261
- Loterio 1280
- Tommaso 1317
- Adiutorio 1331
- Guido 1355
- Giovanni VI. 1363
- Gianfrancesco de Bellanti 1384
- Bartolomeo 1422
- Benedetto II. 1427
- Clemente Bartolomei 1457
- Angelo Martino De Caccia 1468
- Urbano 1471
- Giovanni Paolo Ponziani 1503
- Ennio Kardinal Filonardi (1503–1538)
- Ennio Filonardi 1538
- Antonio Filonardi 1560
- Benedetto III. Salino 1567
- Ortensio Battisti 1594
- Eugenio Fucci 1608
- Girolamo Asteo 1626
- Baglione Carradore 1628
- Vincenzo Lanteri 1651
- Alessandro Argoli 1655
- Francesco Angelucci 1660
- Riccardo Annibaleschi 1675
- Domenico Zauli 1690
- Ludovico Anselmo Gualterio 1708
- Lorenzo Tartagni 1715
- Pietro Saverio Antonini 1751
- Giovanni Battista Giacobini 1761
- Antonio De Rossi 1786
- Francesco Maria Cipriani OSB (1814–1843)
- Mariano Venturi 1844
- Fortunato Maurizi 1854
- Luigi Zannini 1857
- Giovanni Battista Maneschi 1868
- Paolo Fioravanti 1891
- Luigi Fantozzi (1909–1931)
- Francesco de Filippis (1931–1942) (auch Erzbischof von Brindisi)
- Emilio Baroncelli (1943–1955) (auch Bischof von Recanati)

## Bistum Veroli-Frosinone
- Carlo Livraghi (1956–1962)
- Luigi Morstabilini (1962–1964) (auch Bischof von Brescia)
- Giuseppe Marafini (1964–1973)
- Michele Federici (1973–1980)
- Angelo Cella MSC (1981–1986)

## Bistum Frosinone-Veroli-Ferentino
Bischofssitz: Frosinone
- Angelo Cella MSC (1986–1999)
- Salvatore Boccaccio (1999–2008)
- Ambrogio Spreafico (2008–2025)
- Santo Marcianò (seit 2025)